# 阿德里安·史密斯 (建築師)
阿德里安·史密斯 （Adrian D. Smith，1944年8月19日—）是一位美国建筑师。他是哈利法塔、吉達塔、川普国际酒店大厦、金茂大厦、紫峰大厦、中央公園塔、珠江城大廈、寬門大廈、文艺复兴中心、富蘭克林中心、NBC塔、奧林匹亞中心、武汉绿地中心、成都绿地中心等建築的建筑师。

## 生平
阿德里安·史密斯生于芝加哥。他四岁时他與他的家人搬到了南加州。
史密斯後來就读于得克萨斯农工大学並攻读建筑学学士学位，不過他并没有毕业。1967年，阿德里安·史密斯加入SOM建築設計事務所。
1980年至2003年擔任SOM建築設計事務所的设计合伙人，2003年至2006年担任該公司的咨询设计合伙人。2006年，他创立了艾德里安史密斯和戈登吉爾建築事務所 (AS+GG)。 2008年，他与其他人共同创立了机械、电气和管道領域的公司PositivEnergy Practice (PEP)。
2013年，史密斯获得得克萨斯农工大学的荣誉文学博士学位。 